# Sharip Varáyev
Sharip Varáyev –en ruso, Шарип Вараев– (13 de agosto de 1969) es un deportista ruso que compitió en judo. Ganó una medalla de bronce en el Campeonato Europeo de Judo de 1992 en la categoría de –78 kg.
Participó en los Juegos Olímpicos de Barcelona 1992, donde finalizó séptimo en la categoría de –78 kg.

## Palmarés internacional
| Representando a la CEI |                 |                   |           |
| Campeonato Europeo     |                 |                   |           |
| Año                    | Lugar           | Medalla           | Categoría |
| 1992                   | París (Francia) | Medalla de bronce | –78 kg    |